# Pavel Karas
Pavel Karas (* 7. května 1965 Praha) je český meteorolog a moderátor, od roku 1994 moderuje v České televizi pořad Předpověď počasí.

## Život
V letech 1980 až 1984 vystudoval SPŠD.
V letech 1984 až 1993 pracoval v Českém hydrometeorologickém ústavu, konkrétně v observatoři v pražské Libuši. S předpovědí počasí v televizi začínal na programu OK3. V České televizi působí od ledna 1994 v Redakci zpravodajství ČT, resp. v redakci počasí. Moderuje pořad Předpověď počasí. S kolegy Taťánou Míkovou a Alenou Zárybnickou vydal v roce 2007 knihu Skoro jasno.
V ČT působil také jako moderátor a dramaturg magazínu o počasí Turbulence, který v letech 2011 až 2013 vysílala ČT24.
Pavel Karas je rozvedený a má dva syny.

## Dílo
- KARAS, Pavel; ZÁRYBNICKÁ, Alena; MÍKOVÁ, Taťána. Skoro jasno : průvodce televizní předpovědí počasí. 1. vyd. Praha: Česká televize, 2007. 206 s. ISBN 978-80-85005-78-3.
- ZÁRYBNICKÁ, Alena; ŽÁK, Michal; KARAS, Pavel; MÍKOVÁ, Taťána. Když se blýská na časy : počasí a klima u nás i ve světě. 1. vyd. Brno: CPress, 2018. 240 s. ISBN 978-80-264-2304-1.